# コードウェイナー・スミス

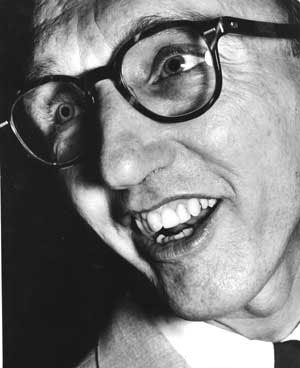
コードウェイナー・スミス

コードウェイナー・スミス（Cordwainer Smith, 1913年7月11日 - 1966年8月6日）は、アメリカ合衆国生まれの、SFを中心として活躍した小説家。
正体を明かさないSF作家として有名だったが、本名をポール・マイロン・アンソニー・ラインバーガー (Paul M. A. Linebarger) といい、ジョンズ・ホプキンス大学の国際政治学部の教授としてアジア政策の教鞭を執っており、また軍人としても陸軍情報部の大佐を務めていた。
SF作品も共著した、妻のジュヌヴィーヴ・ラインバーガーも政治学者（東南アジア問題が専門）であり、政治学の共著も刊行している。

## 略歴
1913年、アメリカ合衆国ウィスコンシン州ミルウォーキー生まれ。中国、日本、フランス、ドイツで成長期を過ごし、十代後半には6カ国語に通じていた。17歳のときから外交交渉に関係する。23歳でジョンズ・ホプキンズ大学で政治学の博士号を取得。第2次大戦中は戦時情報局（OWI）海外局極東班長オスカー・ソルバート大佐の協力者として対日戦争勝利後の戦略を定めた機密公文書「日本計画（Japan Plan）」の策定に関わった。
また1932年から駐日アメリカ合衆国大使を務めて日米開戦時の駐日アメリカ合衆国特命全権大使であったジョセフ・グルーが、日本での6カ月以上にわたる拘禁を経て1942年8月に帰国したのち、全米でおこなうことになった対日戦争を鼓舞する演説の中心的なゴーストライターを務めた。グルーの演説は『Report from Tokyo』（1942年）としてアメリカで刊行され、日本語翻訳が『東京報告』（細入藤太郎訳、日本橋書店、1945年）として刊行された。
朝鮮戦争では陸軍中佐として軍務についた。外交政策協会のメンバーで、ジョンズ・ホプキンズ大学のアジア政策論の教授であり、極東問題と心理戦争に関する全米有数の専門家であった。

## 筆名と作品
本名でも著作活動を行っており、そのうち『心理戦争』（原題：Psychological Warfare）がみすず書房から、外交官・政治家だった須磨弥吉郎により翻訳刊行されている（1953年）。 
別名にKarloman Jungahrなど多数。中国名である「林白楽」は、それを元にしたフェリックス・C・フォレストという名前でSFとはまったく関係のない作品を発表している（1947年の「Ria」、1948年の「Carola」）。
アンソニー・ビアデンという名前で詩の創作も行い、またカーマイクル・スミスという筆名でスパイ小説を書いている（1949年、「Atomsk: A Novel of Suspense」）。最も有名な筆名は、このカーマイクル・スミスを変形させたものらしい。
フェリックス・C・フォレスト名義で書かれたものは、女性の一人称視点で語る実験的な作品で、当初彼は女性名義で出版しようと試みたが、当時は受け容れられなかったために自身の中国名をベースとしたこの名での出版となったらしい。この作品で注目されたものの、そこで読者と直接に会い、それを意識したためか却って同種の作品を書けなくなった彼は、その後は正体を隠すことにした。それが仮面の作家コードウェイナー・スミスの始まりである（1950年、短編「スキャナーに生きがいはない」でSF作家「コードウェイナー・スミス」としてデビュー）。
中国名である林白楽は、「ラインバーガー」の読みとして、孫文がつけたものである。このつながりは、彼の父（Paul M. W. Linebarger、中国名は「林百克」）が孫文の法律顧問を務めており、辛亥革命にも参加したことに由来する（なお、父の著書『孫文と支那革命』も1929年に平凡社から日本語訳されている）。父に連れられて少年時代を東洋で過ごしたことの影響か、東洋思想にも造詣が深く、それは幾つもの作品に反映されてもいる。
スミスを語る際に、猫を抜きにして語ることはできない。数本の共作を成した妻ジュヌイーヴと共に暮らした家には常に何匹もの猫が飼われており、作中では何度も重要な役割を与えられている。

## 評価と影響
司須美子名義で大野万紀とともにスミスの短編「ク・メルのバラード（帰らぬク・メルのバラッド）」の日本語訳を『SFマガジン』に発表したこともあるSF評論家の水鏡子は、「その文体はきらびやかで、紡ぎだすヴィジョンは現実離れして美しく、異質である」と評している。

## 人類補完機構
人類補完機構シリーズは、彼の作家としての仕事の中で最も大きな部分を占める。彼がSF作家として旺盛に活動していた期間は短いが、その間にも文体は変化しつつ、後の世代に大きな影響を残した。また、時系列に沿って書かれたわけではない一連の作品群の中では、同じ用語がいささかならず違った意味で用いられていることもある。
同シリーズにおいては各種の動物を改造し人間形態にした「下級民」が登場する。「ド・ジョーン」「イ・テレケリ」のように名前の最初に付く一文字のアルファベットは彼女ないし彼が何の動物から作られたかを意味する。ド(d)はdogのd、イ(e)はeagleのeである。
「人類補完機構」という日本語における名称は伊藤典夫の訳語であり、新世紀エヴァンゲリオンの「人類補完計画」はこれに由来する。だが元の言葉「インストゥルメンタリティinstrumentality」の直訳は「道具」「手段」である。スミス自身は宗教的な意味づけをしていたらしく、実際これは神との仲立ちをする「仲介者」すなわち聖職者のことも指す。作者の急逝によって書かれることのなかった同シリーズの最後は、人類と下級民共通の宗教的クライマックス（詳細は不明）であったらしい。
スミスの作品でひどく印象的なのはその言葉の使い方であり、タイトルである。ただしそのタイトルのいくつかは編集者がつけたものである。これらは本文の特徴的なフレーズから採られたものであり、彼の作品であることを端的に示すものとして非常に有効なものであった。雑誌なりアンソロジーで、作者名を見ずとも題名だけでスミスの作品であることが判るためである。

### 時系列
- 1945年4月2日 - ボヘミア・パルドゥビツェからフォムマハト三姉妹が衛星軌道上に打ち上げられる。
- 1950年前後 - 「夢幻世界へ」：ソ連がテレスコープ計画により西暦13582年を偶然透視
- 3千年紀 - 第一次宇宙時代
  - 2127年1月5日 - 「第81Q戦争」
- 4千年紀 - 古代戦争。中国（チャイネシア）を残してあらゆる国家が解体し文明が崩壊。
- 5千年紀 - 「マーク・エルフ」：ヴォクマト家の登場
- 6千年紀 - 「昼下がりの女王」：人類の復興。補完機構の登場。
- 7千年紀 - 「スキャナーに生きがいはない」・「星の海に魂の帆をかけた少女」：第二次宇宙時代
- 8千年紀 - 「人びとが降った日」：中国が滅亡
- 9千年紀 - 「青をこころに、一、二と数えよ」・「大佐は無の極から帰った」：平面航法の発見
- 10千年紀 - 「鼠と竜のゲーム」・「燃える脳」：平面航法による宇宙時代
- 11千年紀 - 「ガスタブルの惑星より」
- 13千年紀 - 「アナクロンに独り」
- 14千年紀 - 「スズダル中佐の犯罪と栄光」・「黄金の船が…おお! おお! おお!」
- 13582年 - 汎銀河舞踊フェスティバル
- 15千年紀 - 「クラウン・タウンの死婦人」
- 16千年紀 - 「老いた大地の底で」・「酔いどれ船」
- 17千年紀 - 「ママ・ヒットンのかわゆいキットンたち」・「アルファ・ラルファ大通り」・「帰らぬク・メルのバラッド」・「ノーストリリア」・「シェイヨルという名の星」・「キッシャー・オニール」シリーズ（「宝石の惑星」・「嵐の惑星」・「砂の惑星」・「三人、約束の星へ」）

### 用語
- 下級民 - 動物に人間の姿と知能を与えた存在。市民権は与えられず無産階級として真人（＝人間）のやりたがらない労働に従事している。
- スキャナー - 光子帆船を操縦するサイボーグ。
- ストルーン（サンタクララ薬） - 惑星ノーストリリア産の羊だけから採れる薬。人間の寿命を400歳に延ばす。
- 平面航法 - 二次元空間を通過する超光速航法。平面航法宇宙船の乗組員は操縦士のゴー・キャプテン、甲板長のストップ・キャプテン、竜を狩る猫を使役するピンライターの三職種で構成される。

## 作品リスト
以下は基本的に早川書房から刊行されている日本語訳に基づく。括弧内は原題と、作品によっては別の日本語題。

### 「人類補完機構」シリーズ（長編）
- 『ノーストリリア』(Norstrilia 1975、浅倉久志訳、1987年) ：1988年第19回星雲賞海外長編賞受賞

### 「人類補完機構」シリーズ（短編）
- 『鼠と竜のゲーム』 (The Best of Cordwainer Smith 1975、伊藤典夫・浅倉久志訳、1982年)：短編集 
  - 「序文」ジョン・J. ピアス（編者、John J. Pierce）
  - 「スキャナーに生きがいはない（英語版）」（報いなき栄光、Scanners Live in Vain 1950）
  - 「星の海に魂の帆をかけた少女」（星の海に魂の帆をかけた女、The Lady Who Sailed The Soul 1960）妻のジュヌヴィーヴ・ラインバーガー (Genevieve Linebarger)と合作
  - 「鼠と竜のゲーム」(The Game of Rat and Dragon 1955）
  - 「燃える脳」(The Burning of the Brain 1958)
  - 「スズダル中佐の犯罪と栄光」（スズダル艦長の罪と栄光、The Crime and th e Glory of Commander Suzdal 1964）
  - 「黄金の船が…おお! おお! おお!」(Golden the Ship Was...Oh! Oh! Oh! 1959):ジュヌヴィーヴ・ラインバーガー (Genevieve Linebarger)と合作
  - 「ママ・ヒットンのかわゆいキットンたち（英語版）」(Mother Hitton's Littul Kittons 1961)
  - 「アルファ・ラルファ大通り（英語版）」(Alpha Ralpha Boulevard 1961)
- 『シェイヨルという名の星』 (The Best of Cordwainer Smith 1975、伊藤典夫訳、1994年)：短編集 
  - 「人類補完機構年表」(Timeline from The Instrumentality of Mankind)
  - 「コードウェイナー・スミスのこと」：ロジャー・ゼラズニイ (Roger Zelazny 1968)：原書にはなし
  - 「クラウン・タウンの死婦人（英語版）」(The Dead Lady of Clown Town 1964)
  - 「老いた大地の底で」(Under Old Earth 1966)
  - 「帰らぬク・メルのバラッド（英語版）」（ク・メルのバラード、The Ballad of Lost C'mell 1962）
  - 「シェイヨルという名の星（英語版）」（シェイヨルという星、A Planet Named Shayol 1961）)：1995年第26回星雲賞海外短編賞受賞
- 『第81Q戦争』 (The Instrumentality of Mankind 1979、伊藤典夫訳、1997年)：短編集
  - 「人類補完機構年表」(Timeline from The Instrumentality of Mankind)
  - 「序文」：フレデリック・ポール(Frederik Pohl)
  - 「第81Q戦争」(War No.81-Q 1928)：Karloman Jungahr 名義
  - 「マーク・エルフ」(Mark Elf 1957)
  - 「昼下がりの女王」(午後の女王、The Queen of the Afternoon 1978) ：スミスの死後にジュヌヴィーヴ・ラインバーガー (Genevieve Linebarger)が遺稿を完成させる
  - 「人びとが降った日（英語版）」(When the People Fell 1959)
  - 「青をこころに、一、二と数えよ（英語版）」(Think Blue, Count Two 1963)：1990年第21回星雲賞海外短編賞受賞
  - 「大佐は無の極から帰った」(The Colonel Came Back from the Nothing-at-All 1979)
  - 「ガスタブルの惑星より」(From Gustible's Planet 1962) ：ジュヌヴィーヴ・ラインバーガー (Genevieve Linebarger)と合作
  - 「酔いどれ船（英語版）」(Drunkboat 1963)
  - 「夢幻世界へ」(No, No, Not Rogov! 1959)
  - 「西欧科学はすばらしい」(Western Science Is So Wonderful 1958) ：人類補完機構以外の短編
  - 「ナンシー」(Nancy／The Nancy Routine 1959) ：人類補完機構以外の短編
  - 「達磨大師の横笛」(The Fife of Bodidharma 1959) ：人類補完機構以外の短編
  - 「アンガーヘルム」(Angerhelm 1959) ：人類補完機構以外の短編
  - 「親友たち」(The Good Friends 1963) ：人類補完機構以外の短編

### 「人類補完機構」シリーズ（邦訳の短編集に未収録だったが、のちに「人類補完機構全短篇」に収録された）
- 「宝石の惑星」(On the Gem Planet 1963) (SFマガジン1993年8月号収録）
- 「嵐の惑星」(On the Storm Planet 1965) (日本語版なしであった)
- 「砂の惑星」(On the Sand Planet 1965) (日本語版なしであった)
- 「三人、約束の星へ」(Three to a Given Star 1965)(SFマガジン1998年1月号収録)
- 「アナクロンに独り」(Himself in Anachron 1993)(日本語版なしであった、スミスの死後にジュヌヴィーヴ・ラインバーガー (Genevieve Linebarger)が遺稿を完成させる）

### 「人類補完機構全短篇」
The Rediscovery of Man: The Complete Short Science Fiction of Cordwainer Smith （1993）
シリーズ外作品も含むコードウェイナー・スミス名義の全短編。
- 『スキャナーに生きがいはない──人類補完機構全短篇１』伊藤典夫、浅倉久志訳、2016年
  - 編集者による序文（ジョン・J. ピアス）
  - 夢幻世界へ
  - 第81Q戦争(改稿版) 1993
  - マーク・エルフ
  - 昼下がりの女王
  - スキャナーに生きがいはない
  - 星の海に魂の帆をかけた女
  - 人びとが降った日
  - 青をこころに、一、二と数えよ
  - 大佐は無の極から帰った
  - 鼠と竜のゲーム
  - 燃える脳
  - ガスタブルの惑星より
  - アナクロンに独り
  - スズダル中佐の犯罪と栄光
  - 黄金の船が──おお! おお! おお!
- 『アルファ・ラルファ大通り──人類補完機構全短篇２』伊藤典夫、浅倉久志訳、2016年
  - クラウンタウンの死婦人
  - 老いた大地の底で
  - 酔いどれ船
  - ママ・ヒットンのかわゆいキットンたち
  - アルファ・ラルファ大通り
  - 帰らぬク・メルのバラッド
  - シェイヨルという名の星
- 『三惑星の探求──人類補完機構全短篇３』伊藤典夫、酒井昭伸訳、2017年
  - 宝石の惑星
  - 嵐の惑星
  - 砂の惑星
  - 三人、約束の星へ
  - 太陽なき海に沈む(ジュヌヴィーヴ・ラインバーガーが単独執筆 1975）
  - 第81Q戦争(オリジナル版)
  - 西洋科学はすばらしい ：人類補完機構以外の短編
  - ナンシー ：人類補完機構以外の短編
  - 達磨大師の横笛 ：人類補完機構以外の短編
  - アンガーヘルム ：人類補完機構以外の短編

### ノンフィクション（邦訳あり）
- 『心理戦争』ポール・ラインバーガー名義、須磨弥吉郎訳、みすず書房、1953年
  - Psychological Warfare (1948）

## 書誌
1. ↑  全国書誌番号:53005798